# سيندل
سيندل إحدى شخصيات لعبة القتال مورتال كومبات.

## نظرة عامة
سيندل كانت ملكة إيدينيا قبل أن دمج شاو كان عالم إيدينيا مع العالم الخارجي. لم ترغب سيندل في أن تخدم تحت حكم شاو كان الطاغي، بعد قتله لزوجها الملك جيرودخلال معركة تزوجها ( شاو كان ) رغما عنها وظلت هي وابنتها كيتانا تعيشان مع ( شاو كان ) مدعيا أنها ابنتة، لكن ( سيندل ) انتحرت.فيما بعد لأجل دمج عالم الأرض مع العالم الخارجي قام شاو كان بمساعدة شانغ تسونغ بإعادة إحيائها ولكن من دون ذاكرة عن حياتها الماضية تحولت إلى صف شاو كان. بعد هزيمة شاو كان، قامت ابنتها كيتانا بإخبارها عن حقيقة ماضيها، مما أعاد سيندل إلى جانب الخير. وعندما تحررت إيدينيا وعادت عالماً وحدها، جلست سيندل على العرش. ولكن سرعان ما اجتاحت قوات شينوك القصر وأمسك بها ولكن تمت هزيمة شينوك على يد محاربي الأرض وأنقذوا العالم المسالم. لكن العالم أعيد غزوه من قبل أوناغا الذي أعاد إحياء كيتانا وفتك بحلفائها من عالم الأرض. مرة أخرى سجنت سيندل داخل سجنها، وهذه المرة حرست ابنتها كيتانا السجن حتى تم تحرير سيندل من قبل جايد.

## وصلات خارجية
- Sindel - The Mortal Kombat Wiki